# Baron Hemingford
Baron Hemingford, of Watford in the County of Hertford, ist ein erblicher britischer Adelstitel in der Peerage of the United Kingdom.
Familiensitz der Barone ist The Old Rectory in Hemingford Abbots bei Huntingdon in Cambridgeshire.

## Verleihung
Der Titel wurde am 1. Februar 1943 für den konservativen Politiker Sir Dennis Herbert geschaffen. Dieser war 1931 bis 1943 Deputy Speaker des House of Commons.
Heutiger Titelinhaber ist dessen Enkel Dennis Nicholas Herbert als 3. Baron.

## Liste der Barone Hemingford (1943)
- Dennis Herbert, 1. Baron Hemingford (1869–1947)
- Dennis Herbert, 2. Baron Hemingford (1904–1982)
- Nicholas Herbert, 3. Baron Hemingford (* 1934)

Titelerbe (Heir Apparent) ist der älteste Sohn des aktuellen Titelinhabers, Hon. Christopher Herbert (* 1973).